# Marius Holdt
Marius Nissen Holdt (* 9. Dezember 1877 in Kolding, Dänemark; † 27. September 1974 in Kopenhagen) war ein dänischer Kameramann beim deutschen Stummfilm und Kameramann, Produzent und Regisseur beim dänischen Tonfilm.

## Leben und Wirken
Über Holdts Werdegang ist derzeit kaum etwas bekannt. Ehe er zum Film stieß, erhielt er eine fotografische Ausbildung. In Deutschland ist Holdt unmittelbar nach dem Ende des Ersten Weltkrieges nachweisbar. Von 1919 bis 1929 fotografierte er eine Reihe von minder bedeutenden Filmen diverser B-Film-Regisseure wie Willy Zeyn senior, Rolf Randolf, Wolfgang Neff, Siegfried Philippi, Leo Lasko und Adolf Trotz. Seine aufwendigste Arbeit wurde der 1922 gedrehte und zwei Jahre später erschienene Historienstreifen Die Hermannschlacht, seine ambitionierteste der lange Zeit verschollen geglaubte Antikriegsfilm Namenlose Helden, das markante Debütwerk von Kurt Bernhardt. 1926/27 hielt sich Holdt für einige Filmaufträge in der Sowjetunion auf. Mit Ende der Stummfilm-Ära in Deutschland (1929) erhielt Marius Holdt keine Aufträge mehr und kehrte anschließend nach Dänemark zurück.
Dort stand Marius Holdt ab Mitte der 1930er Jahre bei einigen wenigen Dokumentar-, Animations- und Spielfilmen hinter der Kamera und stellte mit seiner eigenen, auf Spezial- und Trickfotografie spezialisierten Produktionsfirma Daku-Film auch die eine oder andere Produktion her. 1935 produzierte und fotografierte Holdt den für Tourismus- und Werbezwecke hergestellten Dokumentarfilm Storbyens symfoni und im Jahr darauf die Filmrevue Cirkusrevyen. 1941, während der deutschen Besatzungszeit, lieferte er die Trickfotografie zu dem animierten Gebrüder-Grimm-Märchen Den tapre skrædder (Das tapfere Schneiderlein). Im Herbst 1943 besorgte Holdt die Trickfotografie für den Zeichentrickfilm Fyrtøjet (Das Feuerzeug) nach Hans Christian Andersen. Seine letzte Arbeit lieferte der 72-Jährige 1950 mit seiner Produktion und Kameraarbeit zum lediglich dreiminütigen Farbtrickfilm Grævlingen og harerne.

## Filmografie
als Kameramann, wenn nicht anders angegeben
- 1919: Die Spieler
- 1919: Der Kampf um die Ehe, zwei Teile
- 1919: Schundliteratur
- 1921: Gräfin Vera
- 1921: Morast
- 1921: Razzia
- 1922: Der Frauenkönig
- 1922: Bummellotte
- 1922: Am Rande der Großstadt
- 1923: Wenn Männer richten
- 1923: Der Geigerkönig
- 1924: Die Hermannschlacht
- 1924: Colibri
- 1924: Die Frau in Versuchung
- 1924: Namenlose Helden
- 1925: Menschen am Meer
- 1925: Künstlerliebe
- 1926: Спартак
- 1926: Митя
- 1926: Гамбург
- 1927: Цемент
- 1927: Непобедимые
- 1928: Sechzehn Töchter und kein Papa
- 1928: Das Schicksal derer von Habsburg
- 1929: Einmal um Mitternacht
- 1935: Broen over Lillebælt (Dokumentar-Kurzfilm)
- 1935: Lillebæltsbroen (auch Produktion und Regie)
- 1936: Cirkus-Revyen
- 1936: Sol over Danmark
- 1938: Bornholm – Danmarks Solskinsø (Dokumentar-Kurzfilm, auch Produktion)
- 1941: Amager bliver større (Dokumentar-Kurzfilm, auch Produktion)
- 1941: Den tapre skrædder
- 1943: Fyrtøjet (UA: 1946)
- 1948: Rømødæmningen (Dokumentar-Kurzfilm)
- 1950: Grævlingen og harerne (Dokumentar-Kurzfilm, auch Produktion und Schnitt)